# Chodzież (gmina)
Chodzież est une gmina rurale du powiat de Chodzież, Grande-Pologne, dans le centre-ouest de la Pologne. Son siège est la ville de Chodzież, bien qu'elle ne fasse pas partie du territoire de la gmina.
La gmina couvre une superficie de 212,74 km2 pour une population de 5 407 habitants.

## Géographie

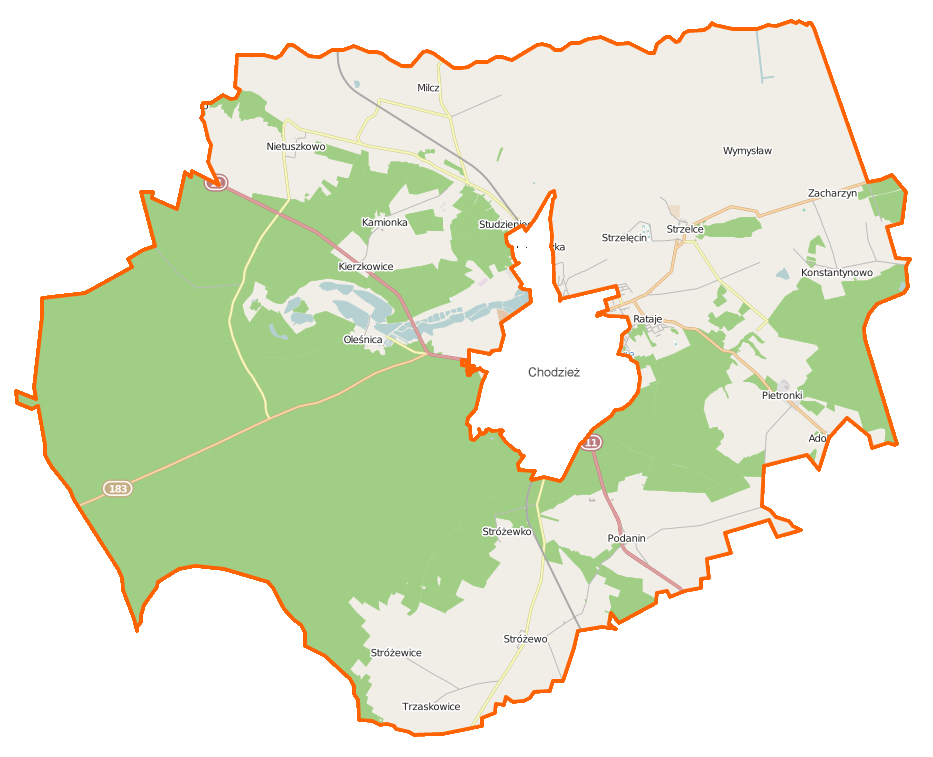
Plan de la gmina.

La gmina inclut les villages et les localités de:
- Kamionka
- Konstantynowo
- Milcz
- Nietuszkowo
- Oleśnica
- Pietronki
- Podanin
- Rataje
- Rudki
- Stróżewice
- Stróżewo
- Strzelce
- Zacharzyn

### Gminy voisines
La gmina de Chodzież est bordée des gminy de:
- Budzyń
- Chodzież
- Czarnków
- Kaczory
- Margonin
- Miasteczko Krajeńskie
- Szamocin
- Ujście

## Structure du terrain
D'après les données de 2002, la superficie de la commune de Chodzież est de 212,74 km², répartis comme tel :
- terres agricoles : 44%
- forêts : 49%

La commune représente 31,26% de la superficie du powiat.

## Démographie
Données du 30 juin 2004 :
| description        | Total  | Total | Femmes | Femmes | Hommes | Hommes |
| ------------------ | ------ | ----- | ------ | ------ | ------ | ------ |
| Unité              | Nombre | %     | Nombre | %      | Nombre | %      |
| population         | 5 338  | 100   | 2 677  | 50,1   | 2 661  | 49,9   |
| Densité (hab./km²) | 25,1   | 25,1  | 12,6   | 12,6   | 12,5   | 12,5   |